# Любовь — боль
«Любовь — боль» (англ. Love Hurts) — американский комедийный боевик, снятый режиссёром Джонатаном Эйсебио и написанный Мэттью Мюрреем, Джошем Стоддардом и Люком Пассмором. Главные роли исполнили Куан Ке Хюи, Ариана Дебос, Дэниел Ву и Мустафа Шакир. Фильм был выпущен в международный прокат кинокомпанией Universal Pictures 7 февраля 2025 года.
Фильм получил негативные отзывы со стороны критиков и провалился в прокате, собрав всего $17.6 миллионов при бюджете в $18 миллионов.

## Сюжет
Марвин Гейбл — успешный агент по недвижимости, который получает вознаграждение от своего наставника Клиффа Касика. Также, Марвина часто сопровождает его цинично настроенная помощница Эшли, которая постоянно угрожает ему своим увольнением. Однако никто не знает, что на самом деле, до карьеры риелтора, Марвин работал наёмным убийцей в компании, которой руководит его младший брат Элвин, более известный как «Кастет». Марвин ушёл с работы после того, как не смог убить свою возлюбленную, юристку Роуз, укравшую что-то у компании, и вместо этого приказал ей сбежать.
В настоящее время, в День святого Валентина, Марвин получает письмо от Роуз, а позже на него нападает наёмный убийца Рэйвен, вооружённый ножом и посланный к Марвину для выяснения местонахождения Роуз. После небольшой схватки Марвин вырубает Рэйвена и запирает его в своём кабинете. Затем Марвин приходит домой, чтобы забрать все свои вещи, и сталкивается с двумя другими наёмниками — Отисом и Кингом. Марвин дерётся с ними обоими одновременно, но в этот момент появляется Роуз, которая уводит его в своё убежище в ночном клубе.
Тем временем Эшли знакомится с Рэйвеном и они проникаются симпатией друг к другу, так как Эшли нравятся стихи Рэйвена, в то время как сам Рэйвен рад тому, что Эшли оценила его талант. В это же время Клифф заходит в дом к Марвину и сталкивается с «Кастетом», который раскрывает ему преступное прошлое Марвина. Но, несмотря на вскрывшуюся правду, Клифф не отвергает Марвина, признаётся, что ценит его попытки исправиться и называет их «братьями», из-за чего «Кастет» выходит из себя и убивает Клиффа.
В это время Роуз рассказывает Марвину, что за всё это время ей удалось найти компромат на «Кастета» и даже схватить его бухгалтера — Киппи Беттса. Также она раскрывает, что она шантажировала главного помощника «Кастета» — Ренни Мерлоу, который хотел предать её из-за своего страха перед ним. Роуз планирует использовать информацию Киппи и остановить «Кастета», но для этого ей нужна помощь Марвина.
Внезапно в дом, в котором прятались Марвин и Роуз, прибывает пара, с которой Марвин заключал контракт, и он вынужден закончить работу с ними прямо сейчас. Марвин звонит Эшли и просит её приехать и принести договорные бумаги, не подозревая, что вместе с Эшли сюда едет и Рэйвен. Тем временем Киппи сбегает и сообщает всю ситуацию Ронни, а тот, в свою очередь, приказывает Кингу и Отису идти в дом.
Пока Роуз уходит на битву с «Кастетом», в дом приходят Эшли, Рэйвен, Отис и Кинг. Происходит схватка, во время которой погибает соперник Марвина по бизнесу — Джефф Закс. Марвин и Рэйвен заключают временное перемирие и дерутся с Кингом и Отисом. Победив их обоих, Марвин и Рэйвен решают продолжить битву между собой, но Эшли останавливает их и признаётся в том, что любит Рэйвена. Воодушевившись этим, Марвин следует за Роуз до убежища «Кастета» и вместе им удаётся победить его наёмников и убить Ренни.
Узнав, что Элвин убил Клиффа, Марвин вступает в бой с братом и побеждает. В этот же момент выясняется, что Роуз связалась с русскими гангстерами, которые были обмануты «Кастетом» ранее, и которые приходят в здание и забирают Элвина с собой. Марвин наконец признаётся Роуз в любви и принимает своё прошлое.

## В ролях
| Актёр         | Роль                 |
| ------------- | -------------------- |
| Куан Ке Хюи   | Марвин Гейбл         |
| Ариана Дебос  | Роуз Карлайл         |
| Дэниел Ву     | Элвин «Кастет» Гейбл |
| Мустафа Шакир | Рэйвен               |
| Анали Типтон  | Эшли                 |
| Кэм Жиганде   | Ренни Мерлоу         |
| Рис Дарби     | Киппи Беттс          |
| Шон Эстин     | Клифф Касик          |
| Маршон Линч   | Кинг                 |
| Андре Эриксен | Отис                 |
| Дрю Скотт     | Джефф Закс           |

## Производство
В январе 2024 года стало известно, что в разработке находится боевик с рабочим названием «С любовью», снятый Джонатаном Эйсебио и с Куаном Ке Хюи в главной роли. В марте того же года к актёрскому касту присоединилась Ариана Дебос. В апреле к касту фильма присоединились актёры Дэниел Ву, Маршон Линч, Кэм Жиганде, Андре Эриксен и Анали Типтон.
Съёмки фильма стартовали 1 апреля 2024 года в городе Виннипег, Канада, и были завершены 17 мая того же года.
В октябре 2024 года название фильма было заменено на «Любовь — боль», а также к касту присоединился Шон Эстин.

## Релиз
Фильм был выпущен в мировой прокат кинокомпанией Universal Pictures 7 февраля 2025 года.

## Реакция

### Кассовые сборы
«Любовь — боль» был выпущен в прокат одновременно с фильмом «Глаза-сердечки», и, по прогнозам, в первый уик-энд должен был собрать $7-8 миллионов. В первый день фильм собрал $2.6 миллионов, а кассовые сборы в полноценный первый уик-энд составили $5.8 миллионов, что позволило фильму занять третье место по сборам, уступив «Догмену: Пушистой справедливости» и «Глазам-сердечкам». 
Во второй уик-энд кассовые сборы фильма составили $4.2 миллиона, что позволило ему занять шестое место по сборам, а во время четвёртого уик-энда фильм выбился из основной десятки фильмов по кассовым сборам.
Итоговые кассовые сборы фильма составили всего $17.6 миллинов при бюджете в $18 миллионов, что можно уверенно считать кассовым провалом.

### Критика
На сайте-агрегаторе Rotten Tomatoes фильм получил негативную оценку в 19% на основе 157 рецензий со стороны критиков. Консенсус сайта гласит: «Ауч!».
На сайте Metacritic фильм получил негативную оценку в 34 балла из 100 на основе 43 рецензий со стороны критиков, что указывает на «в целом неблагоприятные отзывы».
Бен Кенигсберг из The New York Times дал фильму неоднозначную оценку, похвалив боевые сцены, но раскритиковав сюжет и взаимодействие персонажей друг с другом.
Роберт Дэниелс из RogerEbert.com поставил фильму 1 звезду из 4, сказав «„Любовь — боль“ страдает от проблем с обязательствами. Романтическая комедия в жанре экшен хочет быть ретро-фильмом с современным лоском, но не вкладывается ни в романтику, ни в экшен, ни даже в комедию, которую пытается продать».